# Numerais japoneses
Os numerais japoneses compõem o sistema de numeração usado na língua japonesa.  Na escrita, os numerais japoneses são inteiramente baseados nos numerais chineses e o agrupamento de grandes números segue a tradição cultural da China que é de agrupar por 10.000. Em japonês há duas formas de se denominar os algarismos, uma é baseada na on'yomi e outra baseada em kun'yomi.

## Numeração básica em japonês
Há duas maneiras de escrever os números em japonês, em algarismos hindu-arábicos (1, 2, 3) ou em numerais chineses (一, 二, 三). Os algarismos hindu-arábicos são mais frequentemente usados na escrita horizontal e os números chineses são mais comuns na escrita vertical.
A maioria dos números tem duas leituras, uma derivada do chinês e usada para números cardinais e uma leitura nativa japonesa usada para números ordinais, ainda assim, existem algumas exceções (listadas abaixo), em que a versão japonesa é preferida para ambos.
(Alguns algarismos possuem mais de um nome.)
| Número            | Kanji   | Nome preferível | on'yomi               | kun'yomi                       |
| ----------------- | ------- | --------------- | --------------------- | ------------------------------ |
| 0                 | 零 / 〇 | zero            | rei / れい            | -                              |
| 1                 | 一      | ichi            | ichi / いち           | hito(tsu) / ひと(つ)           |
| 2                 | 二      | ni              | ni, ji / に, じ       | futa(tsu) / ふた(つ)           |
| 3                 | 三      | san             | san / さん            | mi(ttsu) / み(っつ)            |
| 4                 | 四      | yon             | shi / し              | yon, yo(ttsu) / よん、よ(っつ) |
| 5                 | 五      | go              | go / ご               | itsu(tsu) / いつ(つ)           |
| 6                 | 六      | roku            | roku / ろく           | mu(ttsu) / む(っつ)            |
| 7                 | 七      | nana            | shichi / しち         | nana(tsu) / なな(つ)           |
| 8                 | 八      | hachi           | hachi / はち          | ya(ttsu) / や(っつ)            |
| 9                 | 九      | kyuu            | kyuu, ku / きゅう, く | kokono(tsu) / ここの(つ)       |
| 10                | 十      | juu             | juu / じゅう          | tō / とお                      |
| 20                | 二十    | nijuu           | nijuu / にじゅう      | hata(chi) / はた(ち)           |
| 30                | 三十    | sanjuu          | sanjuu / さんじゅう   | miso / みそ                    |
| 100               | 百      | hyaku           | hyaku / ひゃく        | (momo / もも)                  |
| 1.000             | 千      | sen             | sen / せん            | (chi / ち)                     |
| 10.000            | 万      | man             | man / まん            | (yorozu / よろず)              |
| 100.000.000       | 億      | oku             | oku / おく            | -                              |
| 1.000.000.000.000 | 兆      | chō             | chō / ちょう          | -                              |

Algumas vezes o zero também é chamado de maru. Esta denominação é empregada quando da leitura individual dos algarismos ao invés do número "por extenso". Um exemplo é a famosa Loja 109 em Tóquio que chamada de ichi-maru-kiu. Este emprego de maru para denominar o algarismo 0 é semelhante à leitura do 0 em Inglês como oh. Maru literalmente significa círculo. Entretanto, como número, ele somente é escrito como 0 ou como 零 (rei).
Os números 4 e 9 são considerados azarados em japonês porque 4 é chamado de shi, um homófono de 死 (morte) e 9, quando pronunciado ku, é homófono de 苦 (sofrimento). A silaba inicial do 7 também é homófona de morte e por esta razão é preferível chamá-lo de nana. Veja tetrafobia e medo do número 13.
No japonês moderno, os algarismos são chamados segundo a notação On'yomi, exceto os número 4 e 7, que são chamados de yon e de nana, respectivamente. As leituras On'yomi e Kun'yomi se alternam quando nomes de meses, dias dos meses e expressões numéricas são lidas. Por exemplo, a fração decimal 4,79 é sempre lida como yon-ten nana kyū, embora Abril, Julho e Setembro sejam chamados de shi-gatsu (quarto mês), shichi-gatsu (sétimo mês), e ku-gatsu (nôno mês), respectivamente.  
Números intermediários são feitos da combinação dos seguintes elementos:
- dezenas de 20 a 90 são "(algarismo)-jū";
- centenas de 200 a 900 são "(algarismo)-hyaku";
- milhares de 2000 a 9000 são "(algarismo)-sen";
- adicionalmente, as dezenas de 30 a 90 são lidas em Kun'yomi como "(algarismo)-so", onde o algarismo é pronunciado em kun também: miso (30), yoso (40), iso (50), muso (60), nanaso (70), yaso (80), kokonoso (90); variações incluem i para 50 e o sufixo -ji para dezenas de 20 a 90. Entretanto, a maior parte destes não é usada no japonês moderno.

Há algumas modificações fonéticas para os número grandes, mas são detalhes menores. Nos números grandes, os elementos são combinados do maior para o menor e zeros são omitidos.
| Número | Kanji      | Leitura                    |
| ------ | ---------- | -------------------------- |
| 11     | 十一       | juu ichi                   |
| 17     | 十七       | juu nana, juu shichi       |
| 151    | 百五十一   | hyaku go-juu ichi          |
| 302    | 三百二     | sanbyaku ni* / sanhyaku ni |
| 469    | 四百六十九 | yonhyaku rokujiu kiu       |
| 2025   | 二千二十五 | nisen nijiu go             |

* Hyaku torna-se byaku devido ao rendaku.

## Potências de 10

### Grandes números
Seguindo a tradição chinesa, os grandes número são criados pelo agrupamento de algarismos em miríades (a cada 10.000) ao invés do milhares como é tradicional no Ocidente:
| Ordem   | 104 | 108 | 1012 | 1016 | 1020 | 1024    | 1028 | 1032 | 1036 | 1040 | 1044 | 1048 | 1052 ou 1056 | 1056 ou 1064 | 1060 ou 1072  | 1064 ou 1080 | 1068 ou 1088 |
| Kanji   | 万  | 億  | 兆   | 京   | 垓   | 𥝱      | 穣   | 溝   | 澗   | 正   | 載   | 極   | 恒河沙       | 阿僧祇       | 那由他/那由多 | 不可思議     | 無量大数     |
| Leitura | man | oku | chō  | kei  | gai  | jo, shi | jō   | kō   | kan  | sei  | sai  | goku | gōgasha      | asōgi        | nayuta        | fukashigi    | muryōtaisū   |

Variações são devidas ao  Jinkōki, o mais antigo texto matemático do Japão. A edição inicial foi publicada em 1627. Ela continha diversos erros. A maioria deles foi corrigida na edição de 163. Em 1634, uma nova edição alterou novamente alguns valores. As variações apresentadas acima devem-se a inconsistências entre as duas últimas edições.
Exemplos: (O espaçamento em grupos de quatro algarismos foi feito apenas para facilitar o entendimento)
- 1 0000 : 一万 (ichi-man)
- 983 6703 : 九百八十三万 六千七百三 (kyū-hyaku hachi-jū san man, roku-sen nana-hyaku san)
- 20 3652 1801 : 二十億 三千六百五十二万 千八百一 (ni-jū oku, san-zen rop-pyaku go-jū ni-man, sen hap-pyaku ichi)

Entretanto, números escritos com algarismos arábicos são separados por vírgulas a cada 3 algarismos de acordo com a convenção ocidental. Se algarismos arábicos e Kanji são usados em combinação, o padrão ocidental pode ser utilizado para números menores que 10.000 (e.g. 2,500万 para 25.000.000).
Em japonês, quando escrevemos números grandes utilizamos somente Kanji e os zeros são omitidos em todas as potências de 10. Desta forma, 4002 é 四千二 (Em contraste, o chinês requer o uso de 零 sempre que um zero aparece, e.g. 四千零二 para 4002).  Entretanto, na leitura, o zero é algumas vezes pronunciado como tobi (飛び) ou tonde (飛んで) para indicar a ausência de valores, e.g. yon-sen tobi ni ou yon-sen tonde ni podem ser usados ao invés do mais comum yon-sen ni.

### Frações decimais
O japonês possui dois sistemas de numeração para as frações decimais. Eles não são mais de uso geral mas ainda são utilizados em alguns contextos como nos jogos de baseball, estatísticas desportivas, em algumas expressões idiomáticas (como 五分五分の勝負 "chances meio a meio") e quando representando uma taxa de desconto.
Um dos sistemas é o seguinte:
| Rank    | 10−1 | 10−2 | 10−3 | 10−4 | 10−5  | 10−6 | 10−7 | 10−8 | 10−9 | 10−10 |
| Kanji   | 分   | 厘   | 毛   | 糸   | 忽    | 微   | 繊   | 沙   | 塵   | 埃    |
| Leitura | bu   | rin  | mō   | shi  | kotsu | bi   | sen  | sha  | jin  | ai    |

Este é o sistema usado com as unidades de medida tradicionais dos Japão. Diversos nomes foram usados "como estão" para representar uma fração de um shaku.
O outro sistema de representação destas frações decimais de juros ou descontos usa um sistema "deslocado para baixo com um bu tornando-se um milésimo e assim sucessivamente, e a unidade para "décimos" torna-se o wari:
| Ordem   | 10−1 | 10−2 | 10−3 | 10−4 | 10−5 |
| Kanji   | 割   | 分   | 厘   | 毛   | 糸   |
| Leitura | wari | bu   | rin  | mō   | shi  |

Isto é frequentemente usado com preços. Por exemplo:
- 一割五分引き (ichi-wari go-bu biki): 15% de desconto
- 打率三割八分九厘 (daritsu san-wari hachi-bu kyū-rin): .389 de média de rebatidas

Com exceção do wari, os demais raramente são usados modernamente. Frações decimais são tipicamente escritas ou com algarismos Kanji (verticalmente) ou com algarismos arábicos (horizontalmente) precedidos por um ponto decimal e são lidos como algarismos sucessivos, como na convenção ocidental. Observe que, na forma escrita, eles podem ser combinados com o sistema tradicional para expressar números (42.195 quilômetros: 四十二・一九五 キロメートル), no qual as potências de 10 são escritas, ou com o sistema posicional, o qual usa zeros (50.04 porcento: 五〇・〇四 パーセント.) Em ambos os casos, entretanto, a leitura segue o sistema tradicional (yon-jū ni-ten ichi-kyū go kiromētoru para 42.195 quilômetros; go ju-tten rei-yon pāsento para 50.04 porcento.)

## Números formais
Como nos números chineses, existe em japonês um conjunto de separado de Kanji para representar números chamado de daiji (大字), eles são utilizados em documentos legais e financeiros para evitar que indivíduos inescrupulosos adicionem um traço ou dois e mudem os valores (transformem um 1 em um 2 ou 3). Os números formais são idênticos aos números formais chineses exceto por pequenas variações. Atualmente, somente os algarismos relativos a 1, 2, 3 e 10 são usados em documentos legais.. Eles são os cujas formas comuns pode ser alteradas para valores mais altos pela adição de traços (1 e 2 podem ser alterados para 3, o 3 pode alterado para 5 e 10 para 1000). Em alguns casos o algarismo 1 é explicitamente escrito como 壱百壱拾 para 110 ao invés de 百十 como seria na escrita comum.
Formal numbers:
| Número | Comum | Formal | Formal   |
| Número | Comum | Em uso | Obsoleto |
| ------ | ----- | ------ | -------- |
| 1      | 一    | 壱     | 壹       |
| 2      | 二    | 弐     | 貳       |
| 3      | 三    | 参     | 參       |
| 4      | 四    | 四     | 肆       |
| 5      | 五    | 五     | 伍       |
| 6      | 六    | 六     | 陸       |
| 7      | 七    | 七     | 漆       |
| 8      | 八    | 八     | 捌       |
| 9      | 九    | 九     | 玖       |
| 10     | 十    | 拾     | 拾       |
| 100    | 百    | 百     | 佰       |
| 1000   | 千    | 千     | 阡, 仟   |
| 10000  | 万    | 万, 萬 | 萬       |

As quatro cédulas correntes de yen japonês nos valores de 1000, 2000, 5000 e 10000 yens utilizam os valores formais 千, 弐千, 五千, e 壱万 respectivamente.

## Japonês antigo
O japonês antigo compartilha alguns vocábulos com os períodos posteriores mas há também algumas palavras que não são mais utilizadas.
Notas:
- A transcrição é baseada no fonema e não na fonética. Veja língua japonesa antiga para mais informações.
- Veja Jōdai Tokushu Kanazukai para informações sobre a notação de subscritos..

| Número | Leitura     | Exemplos | Notas                                                                                  |
| ------ | ----------- | --- | -------------------------------------------------------------------------------------- |
| 1      | hi1to2      | hi1to2hi1 (1 dia), hi1to2to2se (1 ano)                                                                      |                                                                                        |
| 2      | huta        | hutayo1 (2 noites)                                                                                          |                                                                                        |
| 3      | mi1         | mi1so1 (30)                                                                                                 |                                                                                        |
| 4      | yo2         | yo2so1 (40), yo2tari (4 pessoas)                                                                            |                                                                                        |
| 5      | itu         | ituto2se (5 anos)                                                                                           |                                                                                        |
| 6      | mu          | mutuma (6 garras)                                                                                           |                                                                                        |
| 7      | nana        | nanase (muitas corredeiras)                                                                                 | Frequentemente utilizado para significar muitos.                                       |
| 8      | ya          | yakumo1 (muitas nuvens)                                                                                     | Frequentemente utilizado para significar muitos.                                       |
| 9      | ko2ko2no2   | ko2ko2no2hashira (9 nobres / deuses)                                                                        |                                                                                        |
| 10     | to2 / to2wo | to2woka (10 dias)                                                                                           |                                                                                        |
| 10     | so1         | mi1so1 (30), yo2so1 (40), muso1 (60), yaso (80)                                                             | Encontrado apenas em palavras compostas, não é empregado isoladamente.                 |
| 20     | hata        | hatati (20), hatatari (20 pessoas), hatato2se (20 anos)                                                     |                                                                                        |
| 50     | i           | ika (50 dias)                                                                                               |                                                                                        |
| 100    | ho          | iho (500), ihoto2se (500 anos), ihoyo2 (500 noites), yaho (800), mi1ho (300), muho (600), ko2ko2no2ho (900) | Usado para multiplos de centenas. Frequentemente utilizado para significar muitos.     |
| 100    | mo1mo1      | mo1mo1ka (vários dias)                                                                                      | Usado para não-multiplos de centenas. Frequentemente utilizado para significar muitos. |
| 1000   | ti          | tito2se (1000 anos, muitos anos)                                                                            | Frequentemente utilizado para significar muitos.                                       |